# Kavasilas
Kavasilas (griechisch Καβάσιλας (m. sg.) früher Kavasila Καβάσιλα (n. pl.)) ist ein Dorf auf der Peloponnes im westgriechischen Regionalbezirk Elis.

## Geografie
Kavasilas liegt am Fluss Pinios in der Küstenebene der westlichen Peloponnes, zum Ionischen Meer hin. Die Ortsgemeinschaft erstreckt sich zwischen dem Pinios und der nördlichen Nachbargemeinde Andravida-Kyllini über 5,472 km². Südlich des Pinios liegen Gastouni und Lefkochori, im Westen liegt Kardiakafti.
Kavasilas ist eine Ortsgemeinschaft (Τοπική Κοινότητα Καβάσιλα) im Gemeindebezirk Gastouni (Δημοτική Ενότητα) der Gemeinde Pinios und liegt im Regionalbezirk Elis. Kavasilas hat 1.252 Einwohner.

## Geschichte
Der Name des Dorfes stammt von Agios Nikolaos Kavasilas, der als Mönch in der Gegend lebte und das gleichnamige Kloster gründete. Die älteste erhaltene Erwähnung des Ortes stammt aus der Steuererhebung des Osmanischen Reichs von 1461. Der Ort hatte damals 15 Einwohner. In der venezianischen Volkszählung von 1700 sind Ano Kavasila mit 45 Einwohnern und Kato Kavasila mit 150 Einwohnern genannt. 1853 werden für den Ort Kavasila 352 Einwohner angegeben.

## Verwaltungsgliederung und Bevölkerungsentwicklung
Durch den Zusammenschluss der seit 1835 zur damaligen Gemeinde Myrtoundia (Δήμος Μυρτουντίων) gehörenden beiden Ortsteile Epano Kavasila (Επάνω Καβάσιλα) und Kato Kavasila (Κάτω Καβάσιλα) entstand 1897 das Dorf Kavasila. Von 1912 bis zur Gebietsreform 1997 bildete es die selbstständige Landgemeinde Kavasilas (Κοινότητα Καβάσιλα) als der Anschluss mit fünf weiteren Landgemeinden in die damalige Gemeinde Gastouni erfolgte. Diese wiederum ging mit der Umsetzung der Verwaltungsreform 2010 als Gemeindebezirk in der neuen Gemeinde Pinios auf, wo Kavasilas zunächst eine Ortsgemeinschaft bildet. Seit 2021 werden alle lokalen Gebietskörperschaften als Dimotiki Kinotita bezeichnet.
Einwohnerentwicklung von Kavasilas
| Jahr | 1920 | 1928 | 1940 | 1951 | 1961 | 1971 | 1981 | 1991 | 2001 | 2011 | 2021 |
| ---- | ---- | ---- | ---- | ---- | ---- | ---- | ---- | ---- | ---- | ---- | ---- |
|      | 947  | 1123 | 1232 | 1238 | 1124 | 1013 | 1032 | 1147 | 1474 | 1252 | 1231 |

## Wirtschaft
Die Haupterwerbszweig der Einwohner ist die Landwirtschaft.

## Kultur
Es gibt in Kavasilas eine Gemeindebibliothek, einen Kindergarten und eine Grundschule.
Am Rand des Dorfes befindet sich das Kloster Agios Nikolaos, das heute als Kloster aber nicht mehr aktiv ist. Die Gebäude des Klosters sind um einen quadratischen Innenhof mit einem Brunnen in der Mitte gegliedert. Eine Seite des Innenhofs schließt mit der kleinen Kirche zwei andere mit den Zellen der Mönche ab. Sie wurden in den 1980er Jahren erbaut.
Am 10. Mai wird in Erinnerung an Agios Nikolaos ein Volksfest gefeiert und Mitte August findet das Weinfest mit einer Ausstellung landwirtschaftlicher Produkte, Gesang, Tanz und viel Wein statt.

## Verkehr

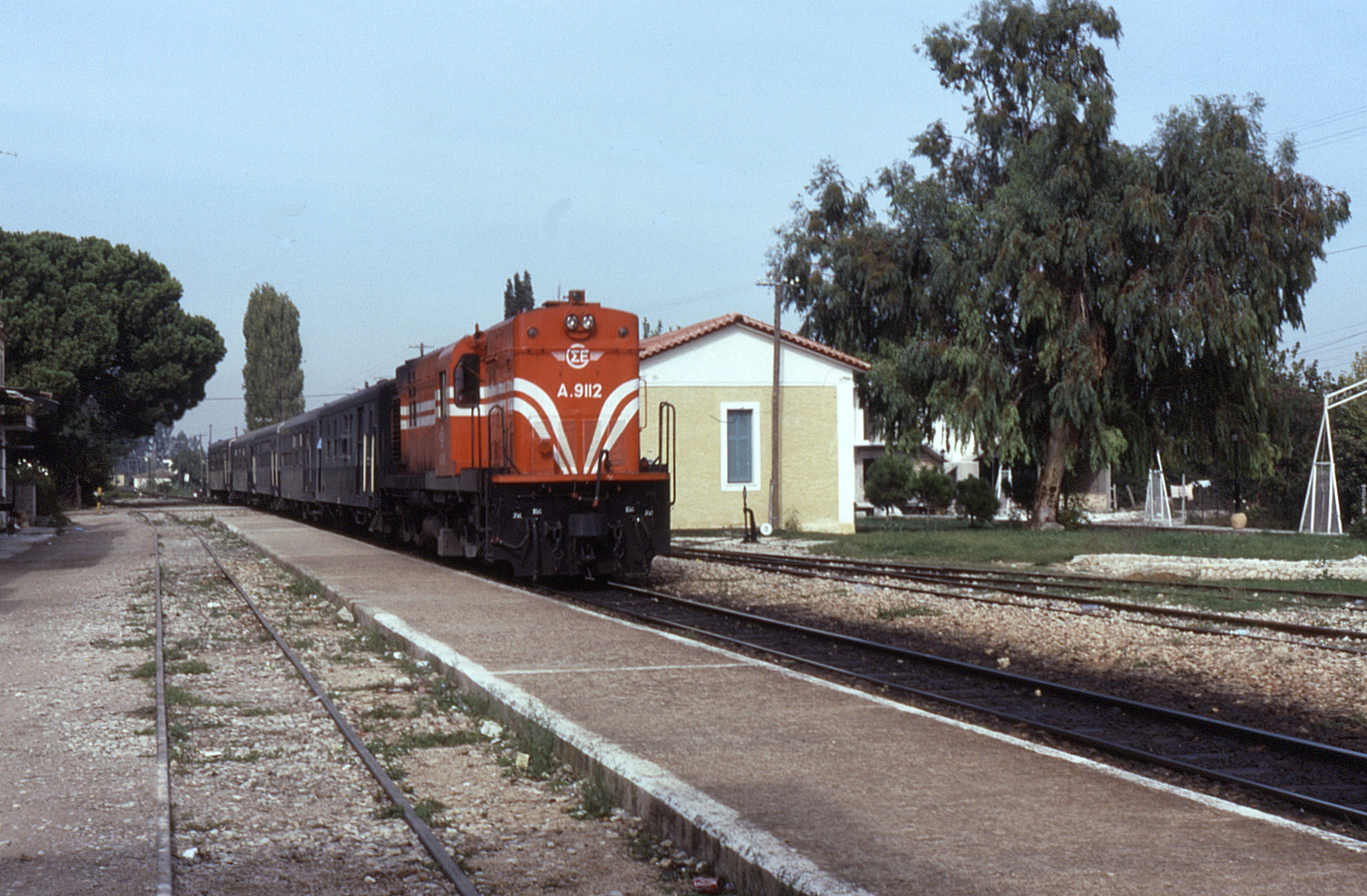
Bahnhof von Kavasilas (1992)

Die alte Nationalstraße führt durch das Dorf.
Im Bahnhof von Kavasilas an der Bahnstrecke Patras–Zevgolatio schloss die etwa 17 km lange Stichstrecke zum Hafen Kyllini an. Diese Zweigstrecke wurde im August 1891 eröffnet und 1996 stillgelegt, nachdem der Güterverkehr sich weitgehend auf die Straße verlagert hatte. Von dieser Stichstrecke zweigte eine weitere in Vartholomio ab, die nach Loutra führte. Loutra ist ein weiterer kleiner Hafen am Ionischen Meer, in dem warme Quellen entspringen und in dem früh Tourismus und Kurbetrieb einsetzten. Die Strecke wurde im Juni 1892 eröffnet und schon 1969 stillgelegt. Auch die Hauptstrecke Patras–Zevgolatio wurde 2011 aufgegeben.